# Милена (певачица)
Милена Кирилова Цветкова (Русе, 19. мај) бугарска је поп-фолк певачица.

## Дискографија

### Албуми
- - са Николај Славејев (1998)
- (2000)

### Видеографија
| Спот | Година | Режисер                          |
| ---- | ------ | -------------------------------- |
|      | 1998   | Георги Колев,Петјо Картулев      |
|      | 1998   | Георги Колев,Петјо Картулев      |
|      | 2000   | Николај Скерлев                  |
|      | 2000   | Дима Делчева,Зорница Кјарджилова |
|      | 2000   | Георги Колев,Петјо Картулев      |
|      | 2000   | Георги Колев,Петјо Картулев      |
|      | 2000   | Николај Скерлев                  |
|      | 2001   | Петјо Картулев                   |
|      | 2002   | Румен Атанасов,Георги Колев      |

### Тв верзије
| Спот | Година | Албума                       |
| ---- | ------ | ---------------------------- |
|      | 1998   | Сладка тайна/Забранена любов |